# Campionati mondiali di biathlon 1985
I Campionati mondiali di biathlon 1985 si svolsero in due sedi separate: le gare maschili si disputarono dal 20 al 25 febbraio a Ruhpolding, in Germania Ovest; quelle femminili dal 12 al 17 febbraio a Egg am Etzel, in Svizzera. Sede della gara di Ruhpolding fu la Chiemgau-Arena.

## Risultati

### Uomini

#### Sprint 10 km
| Posizione | Atleta                | Nazione        | Tempo   | Penalità |
| --------- | --------------------- | -------------- | ------- | -------- |
| 1         | Frank-Peter Roetsch   | Germania Est   | 39.25,2 | 0+1      |
| 2         | Eirik Kvalfoss        | Norvegia       | 31.16,1 | 1+0      |
| 3         | Johann Passler        | Italia         | 31.33,7 | 0+0      |
| 4         | Alfred Eder           | Austria        | -       |          |
| 5         | Vladimir Veličkov     | Bulgaria       | -       |          |
| 6         | Fritz Fischer         | Germania Ovest | -       |          |
| 7         | Matthias Jacob        | Germania Est   | -       |          |
| 8         | Peter Angerer         | Germania Ovest | -       |          |
| 9         | Andreas Zingerle      | Italia         | -       |          |
| 10        | Herbert Fritzenwenger | Germania Ovest | -       |          |

16 febbraio

#### Individuale 20 km
| Posizione | Atleta              | Nazione          | Tempo   | Penalità |
| --------- | ------------------- | ---------------- | ------- | -------- |
| 1         | Jurij Kaškarov      | Unione Sovietica | 57.50,3 | 0+0+0+0  |
| 2         | Frank-Peter Roetsch | Germania Est     | 59.18,6 | 0+1+0+1  |
| 3         | Tapio Piipponen     | Finlandia        | 59.45,0 | 0+0+0+0  |
| 4         | Ralf Göthel         | Germania Est     | -       |          |
| 5         | Gottlieb Taschler   | Italia           | -       |          |
| 6         | Ernst Reiter        | Germania Ovest   | -       |          |
| 7         | Juha Tella          | Finlandia        | -       |          |
| 8         | Siegfried Dockner   | Austria          | -       |          |
| 10        | Algimantas Šalna    | Unione Sovietica | -       |          |

14 febbraio

#### Staffetta 4x7,5 km
| Posizione | Nazione          | Atleti                                                           | Tempo     | Penalità |
| --------- | ---------------- | ---------------------------------------------------------------- | --------- | -------- |
| 1         | Unione Sovietica | Jurij Kaškarov Algimantas Šalna Andrej Zenkov Sergej Bulygin     | 1:33,12.7 | …        |
| 2         | Germania Est     | André Sehmisch Matthias Jacob Ralf Göthel Frank-Peter Roetsch    | 1:34,57.5 | …        |
| 3         | Germania Ovest   | Herbert Fritzenwenger Walter Pichler Peter Angerer Fritz Fischer | 1:35,44.9 | …        |
| 4         | Norvegia         | Rolf Storsveen Gisle Fenne Eirik Kvalfoss Kjell Søbak            | -         |          |
| 5         | Svezia           | Roger Westling Sven Fahalen Tommy Höglund Ronny Adolfsson        | -         |          |

17 febbraio

### Donne

#### Sprint 5 km
| Posizione | Atleta           | Nazione          | Tempo   | Penalità |
| --------- | ---------------- | ---------------- | ------- | -------- |
| 1         | Sanna Grønlid    | Norvegia         | 21.58,9 | …        |
| 2         | Kaija Parve      | Unione Sovietica | 22.03,7 | …        |
| 3         | Venera Černyšova | Unione Sovietica | 22.52,3 | …        |
| 4         | Elena Golovina   | Unione Sovietica | -       |          |
| 5         | Alena Fusková    | Cecoslovacchia   | -       |          |
| 6         | Eva Korpela      | Svezia           | -       |          |
| 7         | Nadija Bill'ova  | Unione Sovietica | -       |          |
| 8         | Mette Mestad     | Norvegia         | -       |          |
| 9         | Lise Meloche     | Canada           | -       |          |
| 10        | Marja Koskela    | Finlandia        | -       |          |

23 febbraio

#### Individuale 10 km
| Posizione | Atleta           | Nazione          | Tempo | Penalità |
| --------- | ---------------- | ---------------- | ----- | -------- |
| 1         | Kaija Parve      | Unione Sovietica | …     | …        |
| 2         | Sanna Grønlid    | Norvegia         | …     | …        |
| 3         | Eva Korpela      | Svezia           | …     | …        |
| 4         | Alena Fusková    | Cecoslovacchia   | -     |          |
| 5         | Elena Golovina   | Unione Sovietica | -     |          |
| 6         | Pirjo Mattila    | Finlandia        | -     |          |
| 7         | Siv Bråten       | Norvegia         | -     |          |
| 8         | Nadija Bill'ova  | Unione Sovietica | -     |          |
| 9         | Gry Østvik       | Norvegia         | -     |          |
| 10        | Venera Černyšova | Unione Sovietica | -     |          |

21 febbraio

#### Staffetta 3x5 km
| Posizione | Nazione          | Atleti                                      | Tempo | Penalità |
| --------- | ---------------- | ------------------------------------------- | ----- | -------- |
| 1         | Unione Sovietica | Kaija Parve Elena Golovina Venera Černyšova | -     | …        |
| 2         | Norvegia         | Gry Østvik Siv Bråten Sanna Grønlid         | -     | …        |
| 3         | Finlandia        | Pirjo Mattila Teija Nieminen Tuula Ylinen   | -     | …        |

24 febbraio

## Medagliere per nazioni
| Posizione | Nazione          | Oro | Argento | Bronzo | Totale |
| --------- | ---------------- | --- | ------- | ------ | ------ |
| 1         | Unione Sovietica | 4   | 1       | 1      | 6      |
| 2         | Norvegia         | 1   | 3       | 0      | 4      |
| 3         | Germania Est     | 1   | 2       | 0      | 3      |
| 4         | Finlandia        | 0   | 0       | 2      | 2      |
| 5         | Germania Ovest   | 0   | 0       | 1      | 1      |
| 5         | Italia           | 0   | 0       | 1      | 1      |
| 5         | Svezia           | 0   | 0       | 1      | 1      |